# Exploratorium
El Exploratorium es un museo de ciencia, tecnología y artes en San Francisco, Estados Unidos. Caracterizado como «la sala de juegos de un científico loco, una casa de diversión científica y un laboratorio experimental, todo en uno», la naturaleza participativa de sus exhibiciones y su autoidentificación como un centro para el aprendizaje informal ha llevado a ser citado como el prototipo de museos participativos en todo el mundo.
El Exploratorium fue fundado por el físico y educador Frank Oppenheimer y se inauguró en 1969 en el Palacio de Bellas Artes, donde estuvo hasta enero de 2013. En abril de 2013, el Exploratorium reabrió en los muelles 15 y 17 en el Embarcadero de San Francisco. El interior y el exterior histórico del Muelle 15 se renovaron ampliamente antes de la mudanza, y se dividió en varias galerías separadas principalmente por contenido, incluida la física de ver y escuchar (luz y sonido), comportamiento humano, sistemas vivos, juegos (incluida la electricidad y magnetismo), la Galería al aire libre y la Galería del Observatorio de la Bahía, que se centra en el entorno, el clima y el paisaje locales.
Desde la fundación del museo, se han creado más de mil exhibiciones participativas, aproximadamente seiscientas de las cuales están expuestas en un momento dado. El espacio del taller de construcción de exhibiciones está contenido dentro del museo y está abierto a la vista. Además del espacio de exhibición pública, el Exploratorium se ha dedicado al desarrollo profesional de los maestros, la reforma de la educación científica y la promoción de los museos como centros de educación informal desde su fundación. Desde la muerte de Oppenheimer en 1985, el Exploratorium se ha expandido a otros dominios, incluido su sitio web de cincuenta mil páginas y dos aplicaciones para iPad sobre sonido y color. También ha inspirado una red internacional de museos participativos que trabajan para involucrar al público en la educación científica general.

## Referencias

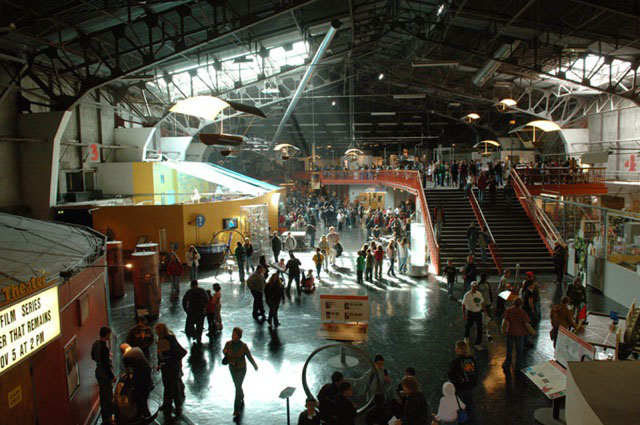
Piso principal del Exploratorium, en su edificio original en el Palacio de Bellas Artes (2009)